# 科然卡

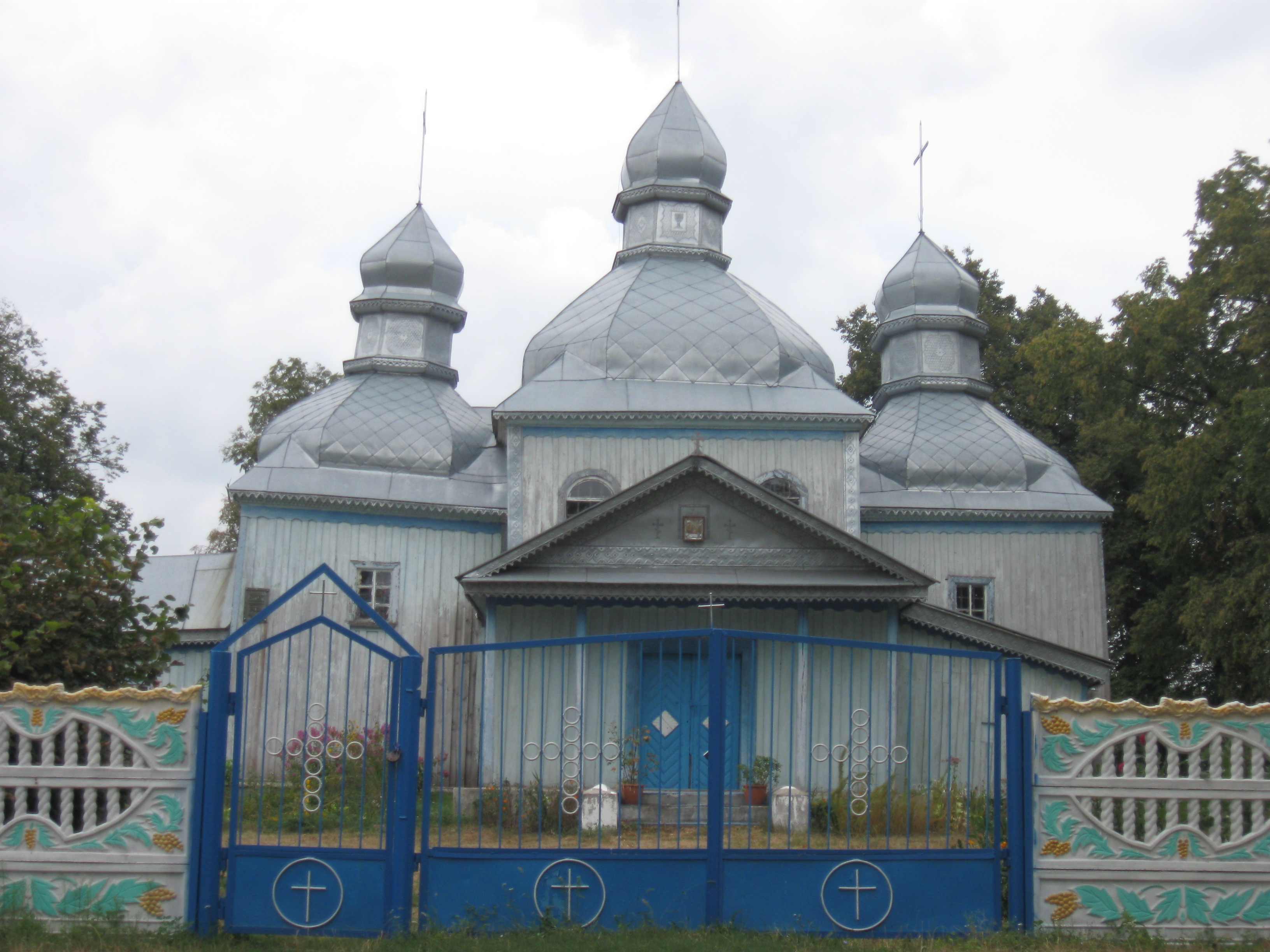

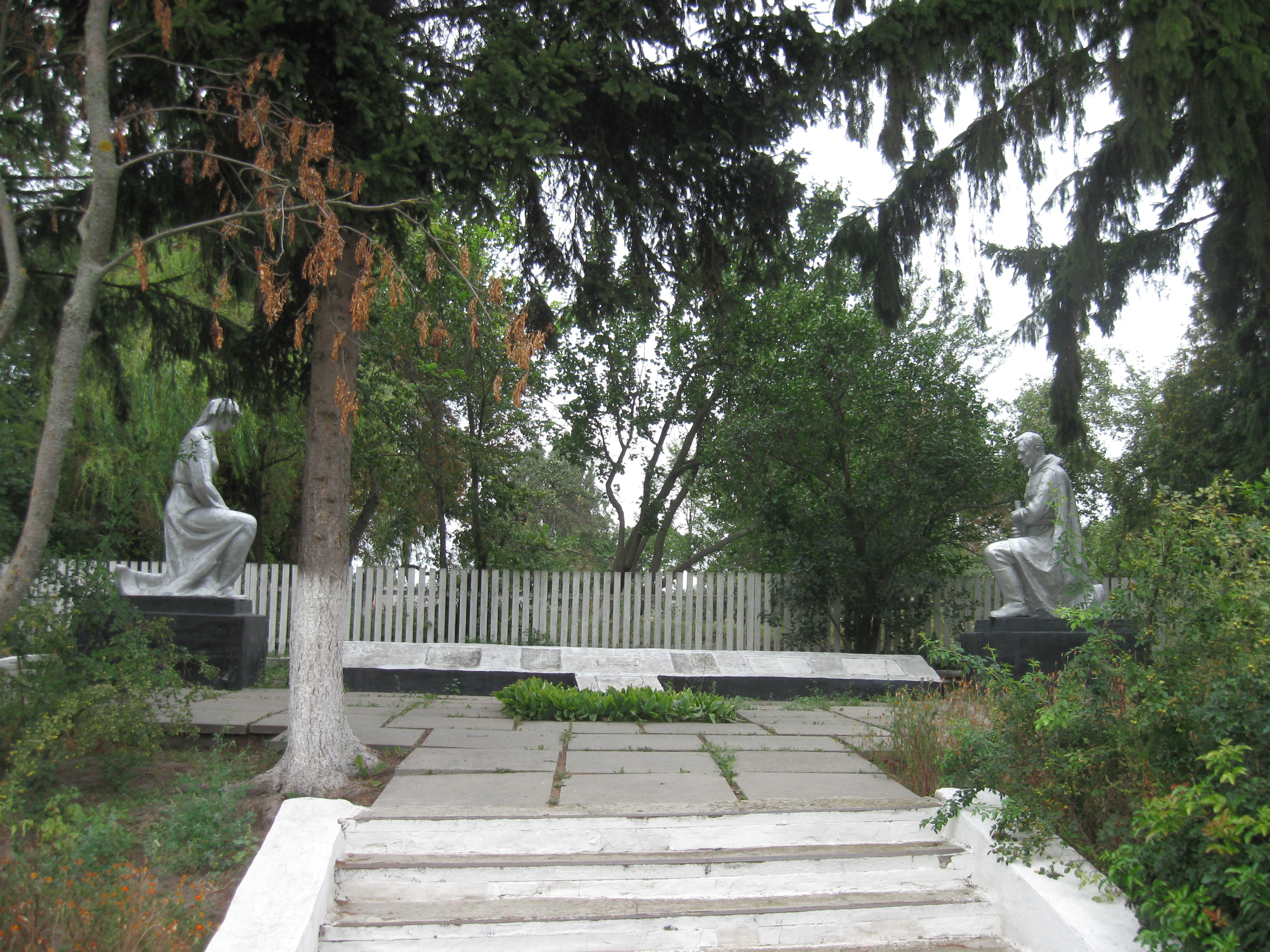

科然卡（羅馬化：Kozhanka）是烏克蘭的鎮，位於該國中北部基輔州，處於卡姆揚卡河畔，距離法斯蒂夫18公里，始建於十四世紀，面積9.9平方公里，2022年人口1,904，人口密度每平方公里216人。
49°58′11″N 29°45′59″E / 49.96972°N 29.76639°E